# Szklenófürdő
Szklenófürdő (1899-ig Bars-Szklenó, szlovákul: Sklené Teplice, németül: Glasshütte) község Szlovákiában, a Besztercebányai kerületben, a Garamszentkereszti járásban.

## Fekvése
Selmecbányától 12 km-re, északra fekszik.

## Története
Régi híres fürdőhely, mely eredetileg favágók településeként keletkezett, akik a közeli Selmecbányát látták el faanyaggal. Határában 629 m magas hegyen állnak Teplice várának csekély maradványai. A várat 1456-ban említik először, amikor Hunyadi János visszafoglalta a huszitáktól. Érseki, majd királyi birtok, melyet 1489-ben állítanak helyre, ezután sorsa ismeretlen.
A település első írásos említése „Topliche" alakban 1340-ből származik. A neve arra utal, hogy itt egykoron üveget állítottak elő, 1350 körül ugyanis itt alapították Magyarország első üvegkohóját. 1534-ben 3 portája adózott. 1601-ben 33 ház, malom és kocsma állt a településen. 1715-ben malma és 19 adózó háztartása volt, közülük 6 kézműves. 1828-ban 46 házában 321 lakos élt.
Melegvízű forrásai már a kezdettől ismertek voltak, a gyógyvíz gyógyászati felhasználása azonban csak a 16. századtól indult meg. Az első balneológiai vizsgálatot 1549-ben Wehrner György végezte el a községben. A gyógyvíz első elemzését a 18. században Karl Otto Möller végezte, aki fürdőorvosként tevékenykedett itt. Szklenófürdő gyógyforrásairól Edward Brown angol utazó, Brückmann német mineralógus és Bél Mátyás is megemlékezik munkáiban. 1751-ben, amikor Lotaringiai Ferenc császár és Mária Terézia Selmecbányára látogatott Szklenófürdőt is felkereste. 1786-ban itt rendezték a világ első bányász-kohász kongresszusának tekinthető tudós összejövetelt és Born Ignác javaslatára létrehozták az első nemzetközi tudományos társaságot Societät der Bergbaukunde néven. A fürdőt 1868-ban Gasparetz József zólyomi orvos vásárolta meg, ami 1945-ig az ő családjának tulajdonában maradt.
Vályi András szerint „Szklenó, (Glashütten), tót falu, Bars vmegyében, a Selmeczről Körmöczre vivő országutban, az első várostól 2 mfdnyire, egy gyönyörü vidéken. Számlál 321 kath. lak. Paroch. templom. Hires melegforrások és fördők. F. u. a kamara."
Fényes Elek szerint „Szklenó, (Glashütten), tót falu, Bars vmegyében, a Selmeczről Körmöczre vivő országutban, az első várostól 2 mfdnyire, egy gyönyörü vidéken. Számlál 321 kath. lak. Paroch. templom. Hires melegforrások és fördők. F. u. a kamara."
Bars vármegye monográfiája szerint „Barsszklenó, a Garamvölgybe nyíló és természeti szépségekben gazdag szklenói völgyben fekvő tót kisközség, melynek lakosai róm. katholikusok, számuk pedig 391. Szklenó-fürdőt a nagy-mutnai urak alapították és németekkel telepítették be, de Körmöczbánya erőhatalommal elfoglalta. Zsigmond király azonban 1404-ban ezt végleg Körmöczbánya tulajdonául itélte és a panaszosokat kitiltotta. A 14. század elején még irtvány volt, melyet 1360-ban bizonyos Glaser filius Gerhardi tett művelhetővé. Ez volna tehát a legrégibb birtokosa, a mint hogy hajdan Glaserhai volt a neve, melyet azonban később félreértésből Glashütten-Bad-nak, vagy Glashütten-nek kereszteltek el, holott itt sohasem volt üveggyár 1373-ban Haisspad és Teplicze néven találjuk említve, régi híres fürdője után, melyről más helyen bővebben van szó. Később mint a Dóczyak birtoka, a sasvári uradalomhoz tartozott, a XVII. század végén pedig a Lippay család tulajdonába ment át. Utána a kincstár lett a birtokosa, melytől 1868-ban Gasparecz József vásárolta meg, kinek utóda a fürdőt ma is bírja. A község határában kiváló minőségű hydraulikus meszet égetnek. A mostani katholikus templom 1808-ban épült, azonban azelőtt is volt temploma, melyről Bél Mátyás mint régiről emlékezik meg. A község határában az ú. n. Puszty-Hradon romok nyomai látszanak, melyről a nép azt tartja, hogy ott a vörös barátok kolostora lett volna. A községben van postahivatal, távirója és vasúti állomása pedig Geletnek."
A trianoni békeszerződésig Bars vármegye Garamszentkereszti járásához tartozott.

## Népessége
| Év:            | 1994. | 2004.   | 2014.   | 2024.    |
| -------------- | ----- | ------- | ------- | -------- |
| Emberek száma: | 448   | 435     | 412     | 368      |
| Eltérés:       |       | -2,90 % | -5,28 % | -10,67 % |

| Év:            | 2023. | 2024.   |
| -------------- | ----- | ------- |
| Emberek száma: | 376   | 368     |
| Eltérés:       |       | -2,12 % |

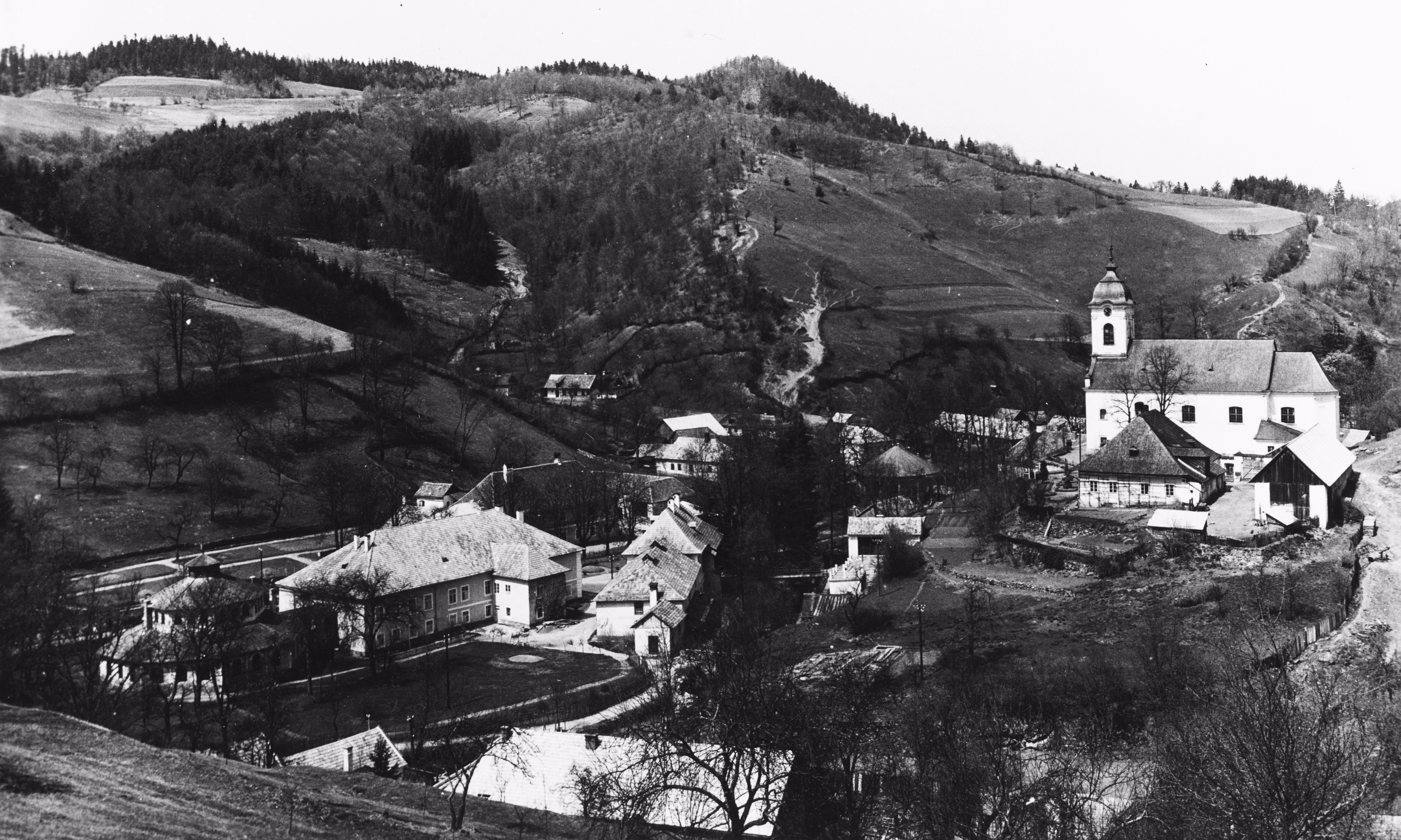
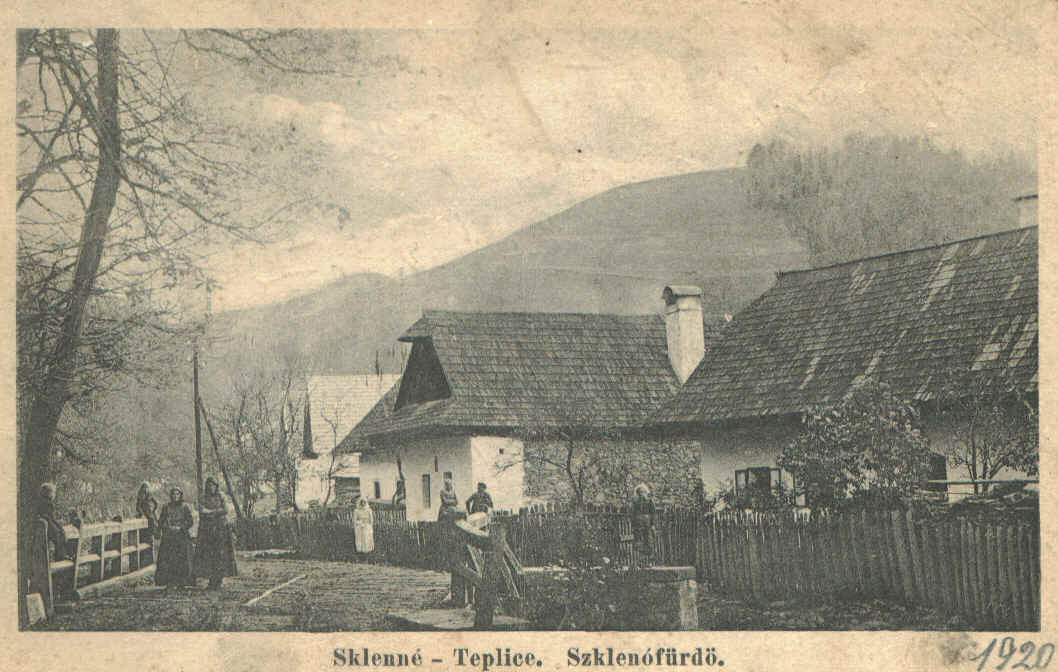
Szklenófürdő régi képeslapon
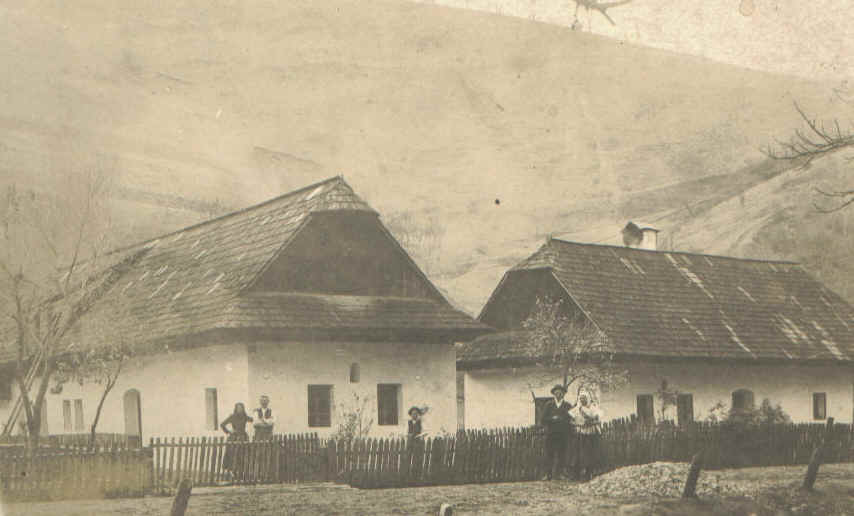
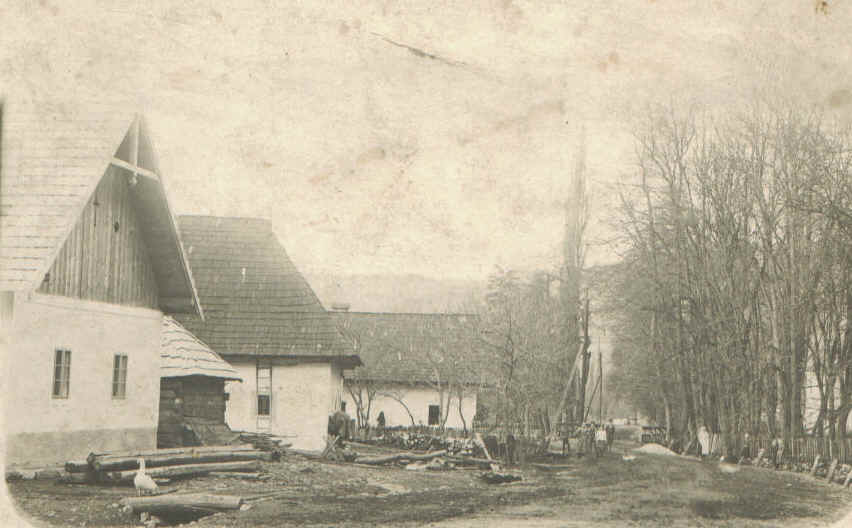

1910-ben 378, túlnyomórészt szlovák anyanyelvű lakosa volt.
2001-ben 452 lakosából 447 szlovák volt.
2011-ben 436 lakosából 421 szlovák volt.

## Neves személyek
- Itt halt meg gróf Forgách Ferenc esztergomi érsek (1560–1615. október 16.).
- Szklenón hunyt el 1851-ben báró Bakonyi Sándor honvéd vezérőrnagy.
- Itt kisérletezett Born Ignác (1742-1791) erdélyi szász geológus, felvilágosult tudós, udvari tanácsos, a világ első nemzetközi tudományos társaságának az alapítója.

## Nevezetességei
- Szent Lukács evangélista tiszteletére szentelt, római katolikus temploma 1811-ben épült klasszicista stílusban.
- A falunak 40-50 °C-os alkalikus, kénes gyógyvízzel rendelkező gyógyfürdője van, melyet évszázadok óta használnak. A fürdőépületek 1835 és 1848 között épültek klasszicista stílusban, később átépítették őket. A termálvíz nagy mennyiségű magnéziumot és kalciumot tartalmaz, a mozgásszervi és idegrendszeri betegségek, valamint sérülések, műtétek utáni állapotok kezelésére alkalmas. Egyedülálló létesítmény a Parenica termálfürdő, ahol a látogató közvetlenül egy barlangban fürödhet, amelyben 42 °C hőmérsékletű gyógyvíz fakad.
- Teplice várának romjai.

## Külső hivatkozások
- Hivatalos oldal
- E-obce.sk Archiválva 2010. január 19-i dátummal a Wayback Machine-ben
- Községinfó
- Szklenófürdő Szlovákia térképén
- Tourist-channel.sk
- A gyógyfürdő honlapja Archiválva 2009. február 14-i dátummal a Wayback Machine-ben
- A fürdő ismertetője Archiválva 2009. július 26-i dátummal a Wayback Machine-ben
- Szklenófürdő a szlovák fürdők honlapján
- Teplice vára[halott link]